# サウンド&レコーディング・マガジン
『サウンド&レコーディング・マガジン』(Sound&Recording Magazine) は、リットーミュージックが日本で発行する音響技術・録音技術の専門誌。略称としてサンレコと呼ばれることがある。

## 概要
『キーボード・マガジン』増刊号として1981年11月号を発行し創刊。その後、1982年2月号を発売し、1982年5月号から月刊誌として刊行している。エフェクター、MIDI、近年ではDAWなど、PAやデスクトップミュージックにおける技術を網羅的に扱う。
『サウンド&レコーディング・マガジン』の人気企画からマスタリングやミックスなど分野別に特化したムックも数多く刊行されている。